# Györe (település)
Györe (németül: Jerewe) község a Dél-Dunántúli régióban, Tolna vármegyében, a Bonyhádi járásban.

## Fekvése
A Dunántúli-dombságban, a Völgység nyugati szélén, Tolna vármegye déli határán, a Mecsek lábánál fekszik,  Szekszárdtól 30, Bonyhádtól 13 kilométerre. A három legközelebbi település, Izmény, Máza és Szászvár közül a két utóbbi már Baranya vármegyében található.

### Megközelítése
Közúton a Bonyhádot (és a 6-os főutat) Dombóvár vonzáskörzetével (Kaposszekcsővel, illetve a 611-es főúttal) Szászváron keresztül összekötő 6534-es úton, Komló felől pedig a 6541-es úton közelíthető meg. Magára a településre csak egy öt számjegyű bekötőút, a 6534-esből Máza határában északnak kiágazó 65 168-as út vezet, amely innen még továbbhalad a már zsákfalunak számító Izményig.
A közúti tömegközlekedést a Volánbusz autóbuszai biztosítják.
Vasútvonal nem vezet át a településen; a legközelebbi vasútállomás a körülbelül 3 kilométerre lévő Máza-Szászvár vasútállomás, a MÁV 50-es számú Dombóvár–Bátaszék-vasútvonalán.

## Története
10 000 évvel ezelőtt a vidéket a keleti gravettai nép lakta, az utolsó amelyet még ősembernek tartanak.
Az újkőkorból, a réz- és a bronzkorból is találtak régészek leleteket Györe környékén, de a vaskorból nincsenek emlékek.
A település múltja az 1100-as évekre nyúlik vissza. A lakosság összetétele ekkor ősmagyar, majd a török dúlás után németek (svábok) érkeztek ide, akiknek 1946-os kitelepítése után bukovinai székelyek telepedtek le.
Lakói ma tehát régi magyarok, magyarországi németek és bukovinai székelyek.
Vallás tekintetében a németek evangélikusok, az őslakosok és a székelyek katolikusok voltak, így a németek kitelepítése után a lakosság 99%-a katolikus vallású lett.

### Nevének eredete
A magyar nyelvterületen sok „névrokon” helységnév, földrajzi név van. A legősibbek eredetére nézve is több feltevés létezik: például keletkezhettek a György személynévből, de számba jöhet a „Győ” szótő is, mely ősi magyar tisztségnév.
A néphit szerint a falu neve egy török időbeli gyűrű alakú lovardára utal. Feltételezhetően a „gyür” szóból, melynek jelentése: domb, bucka. Ilyen helyeken létezhetett gyűrű alakú erősség, földvár, avargyőr.

## Közélete

### Polgármesterei
- 1990–1994: Csoma József (független)[4]
- 1994–1998: Csoma József (független)[5]
- 1998–2002: Csoma József (független)[6]
- 2002–2006: Csoma József (független)[7]
- 2006–2010: Csoma József (független)[8]
- 2010–2014: Csoma József (független)[9]
- 2014–2016: Csoma József (független)[10]
- 2016–2019: Filamella Tibor (független)[11]
- 2019–2024: Filamella Tibor (független)[12]
- 2024– : Filamella Tibor (független)[1]

A településen 2016. január 31-én időközi polgármester-választást tartottak, az előző polgármester halála miatt.

## Népesség
A település népességének változása:
- 1940: 774 fő
- 1983: 808 fő
- 1990: 769 fő
- 2001: 765 fő
- 2009: 667 fő
- 2011: 658 fő [14]
- 2019: 657 fő [14]

| Lakosok száma | 670  | 647  | 638  | 650  | 566  | 573  | 569  |
|               | 2013 | 2014 | 2015 | 2021 | 2022 | 2023 | 2024 |

2001-ben a lakosok csaknem 97%-a magyarnak (ezen belül kb. 1,5%-a cigány, kb. 0,5%-a horvát és kb. 2,5%-a német nemzetiségűnek) vallotta magát, míg kb. 3% nem válaszolt.
A 2011-es népszámlálás során a lakosok 88,6%-a magyarnak, 1,6% cigánynak, 0,4% horvátnak, 2,4% németnek mondta magát (11,2% nem nyilatkozott; a kettős identitások miatt a végösszeg nagyobb lehet 100%-nál). A vallási megoszlás a következő volt: római katolikus 71,9%, református 1,8%, evangélikus 1,6%, görögkatolikus 0,4%, felekezeten kívüli 7% (16,6% nem nyilatkozott).
2022-ben a lakosság 92%-a vallotta magát magyarnak, 2,1% németnek, 1,1% cigánynak, 0,2% szerbnek, 0,2% románnak, 0,2% horvátnak, 1,8% egyéb, nem hazai nemzetiségűnek (7,6% nem nyilatkozott; a kettős identitások miatt a végösszeg nagyobb lehet 100%-nál). Vallásuk szerint 49,6% volt római katolikus, 2,1% evangélikus, 1,4% református, 0,2% görög katolikus, 0,2% egyéb keresztény, 1,1% egyéb katolikus, 11,3% felekezeten kívüli (34,1% nem válaszolt).

## Vallás
A 2001-es népszámlálás adatai alapján a lakosság kb. 80%-a római katolikus, kb. 2,5%-a református és kb. 2%-a evangélikus vallású. Nem tartozik egyetlen egyházhoz vagy felekezethez sem, illetve nem válaszolt kb. 15,5%.

### Római katolikus egyház
A Pécsi egyházmegye (püspökség) Komlói Esperesi Kerületéhez tartozik, mint önálló plébánia. Magát a plébániát 1945-ben létesítették, és fíliaként Máza tartozik hozzá. Római katolikus anyakönyveit 1946-tól vezetik. Plébániatemplomának titulusa: Keresztelő Szent János.

### Református egyház
A Dunamelléki Református Egyházkerület (püspökség) Tolnai Református Egyházmegyéjébe (esperesség) tartozik. Nem önálló egyházközség, csak szórvány.

### Evangélikus egyház
A Déli Evangélikus Egyházkerület Tolna-Baranyai Egyházmegyéjében lévő Nagymányok-Váraljai Evangélikus Egyházközséghez tartozik, mint szórvány.

## Nevezetességei
- A német kitelepítés után a 19. században épült evangélikus templom gyülekezet nélkül maradt, pusztulásnak indult, mígnem az önkormányzat 1994-ben felújíttatta, s ma iskolaként szolgál. A Templom – Iskola az országban, sőt egész Európában egyedülálló, nincs hozzá hasonló megoldású használaton kívüli templom.
- Györében található még a Wosinsky Mór Múzeum Baráti körének kiállítása, melyben a vidék régészeti leleteit őrzik (megszűnt).
- Római katolikus (Keresztelő Szent János-) templom: 1844-ben épült, klasszicista stílusban.